# Elisa Cella
Elisa Cella (Prato, 4 giugno 1982) è un'ex pallavolista italiana, di ruolo schiacciatrice.

## Carriera

### Club
La carriera di Elisa Cella inizia nelle giovanili della Sestese nel 1996: nella stagione 1997-98 veste la maglia dell'Unione Scandicci con cui disputa il campionato di Serie B2.
Nella stagione 1998-99 fa il suo esordio nella pallavolo professionistica ritornando nella squadra di Sesto Fiorentino, in Serie A2, dove gioca per due campionati, mentre nella stagione 2000-01 esordisce in Serie A1 con il Vicenza, con cui vince la Coppa CEV. Per il campionato 2001-02 ritorna in serie cadetta, ingaggiata dall'Icot di Forlì, aggiudicandosi la Coppa Italia di categoria ed ottenendo la promozione in Serie A1, dove gioca nell'annata successiva con la stessa squadra che nel frattempo cambia nome in Forlì.
Dopo una stagione nel Corridonia, in Serie A2, in quella 2004-05 veste la maglia dell'Arzano, nella stessa categoria, con cui conquista una nuova promozione nel massimo campionato italiano, che disputerà con lo stesso club nell'annata seguente.
Nella stagione 2006-07 passa al Giannino Pieralisi di Jesi, anche se a metà campionato 2007-08 viene ceduta al River di Piacenza, in Serie A2. Torna in Serie A1 ingaggiata dal Sassuolo per disputare il torneo 2008-09, tuttavia nella stagione successiva ritorna nella seconda serie con l'Aprilia, vincendo per la seconda volta la Coppa Italia di Serie A2 e ottenendo una nuova promozione: lo stesso traguardo sarà raggiunto anche al termine del campionato 2010-11 con il Parma.
Il ritorno in Serie A1 coincide con il ritorno nel River per la stagione 2011-12; nella stagione 2012-13 si trasferisce in Polonia, per giocare nel BKS di Bielsko-Biała, militante nella Liga Siatkówki Kobiet, mentre nell'annata 2013-14 è al Béziers, nella Ligue A francese.
Per la stagione 2014-15 ritorna in Italia, in Serie A2, con l'Obiettivo Risarcimento di Villaverla, squadra con cui ottiene la promozione in Serie A1, categoria in cui gioca con la stessa squadra nell'annata 2015-16. Nella stagione 2016-17 viene ingaggiata dall'Imoco di Conegliano, club con il quale resta per due annate e si aggiudica la Supercoppa italiana 2016, la Coppa Italia 2016-17 e lo scudetto 2017-18.
Per il campionato 2018-19 si accasa alla VolAlto Caserta, in Serie A2, con cui ottiene la promozione in massima serie; nell'annata seguente scende tuttavia in Serie B1, ingaggiata dalla Megavolley, annunciando il proprio ritiro dall'attività agonistica al termine della stagione.

### Nazionale
Viene convocata nelle nazionali giovanili italiane vincendo con quella under 19 la medaglia d'oro al campionato europeo 1998.
Nel 2005 ottiene le prime convocazioni in nazionale con cui si aggiudica la medaglia d'argento al World Grand Prix ed al campionato europeo, oltre a partecipare a diversi tornei minori: le ultime chiamate in azzurro risalgono al 2006.

## Palmarès

### Club
- Campionato italiano: 1

2017-18
- Coppa Italia: 1

2016-17
- Supercoppa italiana: 1

2016
- Coppa Italia di Serie A2: 2

2001-02, 2009-10
- Coppa CEV: 1

2000-01

### Nazionale (competizioni minori)
- Campionato europeo juniores 1998
- Trofeo Valle d'Aosta 2005
- Montreux Volley Masters 2005
- Trofeo Valle d'Aosta 2006

### Premi individuali
- 2010 - Coppa Italia di Serie A2: MVP